# طلعت زكي حافظ
طلعت زكي حافظ اقتصادي وكاتب سعودي، ويشغل منصب أمين عام لجنة الإعلام والتوعية المصرفية والمتحدث باسم البنوك السعودية، ويكتب زاوية (خارج الأقواس) في جريدة الرياض.

## التعليم
- حاصل على درجة الماجستير في المحاسبة من جامعة هارتفورد في الولايات المتحدة الامريكية عام 1983م.
- حاصل على درجة البكالوريوس في المحاسبة من جامعة الملك سعود 1977م.[3]

## العمل
- أمين عام لجنة الإعلام والتوعية المصرفية بالبنوك السعودية.[4] وقدّم استقالته في يناير 2021 بعد 10 أعوام.[5]
- المتحدث باسم البنوك السعودية.[6]
- عضو جمعية الاقتصاد السعودية.[7]
- عضو لجنة الاستثمار والأوراق المالية في الغرفة التجارية الصناعية بالرياض.

- كاتب في جريدة الرياض.[8]
- مقدّم برنامج (وضوح) على قناة السعودية الأولى، ثم على قناة الإخبارية السعودية منذ 2012م.[9]